# الراي (صحيفة)
جريدة الراي (جريدة الرأي العام سابقاً)، هي صحيفة كويتية يومية صادرة عن مجموعة الراي الإعلامية المالكة لقناة الراي أيضاً
وتعد جريدة «الرأي العام» الكويتية التي تأسست عام 1961 من أولى المطبوعات في الجزيرة العربية التي أنشأت عام 2004 فرعاً إعلامياً مرئياً تمثل بقناة «الراي»، وهو الاسم الذي أصبحت تحمله الجريدة أيضاً بعد إنشاء مجموعة الراي الإعلامية في الكويت.
صحيفة «الراي» هي إحدى أشهر الصحف اليومية الشهيرة في دولة الكويت منذ العام 2000 وحتى الآن، حيث تقوم بطباعة 90 ألف نسخة وتوزعها يومياً في داخل الكويت، وتتمتع أيضا الصحيفة بالشهرة في دول أخرى مثل المملكة العربية السعودية والإمارات العربية المتحدة، مصر، لبنان، البحرين، قطر، سورية وانكلترا.
وفي 18 نوفمبر 2006 صدر العدد من الأول من «جريدة الراي» لتكون بديلاً ل«جريدة الراي العام».